# محولات لغة جافا
محولات لغة جافا هي البرامج التي تحول النصوص المكتوبة بلغة جافا البرمجية إلى أوامر يفهمها الحاسوب. جافا سي أحد هذه المحولات.